# 裴城镇
裴城镇，是中华人民共和国河南省漯河市郾城区下辖的一个乡镇级行政单位。位于郾城西北二十余公里，裴度伐蔡时在曾此所筑城。区域总面积79.74平方千米。

## 行政区划
裴城镇下辖以下地区：
苏候村、西芮村、三丁村、坡刘村、马庄村、斗杨村、南杨村、铁炉村、田店村、寨子村、田古东村、罗王村、东芮村、大张村、城高村、梁庄村、胡刘村、宋岗村、中和寨村、渚张村、小徐村、裴城村、潘王村和中周村。

## 中国传统村落
2012年，裴城村被评为首批“中国传统村落”。